# Diep (EO)
Diep is een programma van de Evangelische Omroep waarin bekende Nederlanders een levensvraag stellen aan ‘3 Wijzen’. In deze lange nacht wordt de levensvraag van de bekende Nederlander beantwoord.
De eerste aflevering was op woensdag 21 april om 22:15. Elke week is er een aflevering van ongeveer 35 minuten. De presentator is Joram Kaat.

## Deelnemers
- Dennis Schouten
- Nienke Plas
- Koen Pieter van Dijk